# ماروآلا
ماروآلا (به لاتین: Maroala) یک منطقهٔ مسکونی در ماداگاسکار است که در آنتسوهیهو واقع شده‌است. ماروآلا ۶٬۰۰۰ نفر جمعیت دارد و ۴۳ متر بالاتر از سطح دریا واقع شده‌است.